# Budweis
Budweis (tschechisch České Budějovice; deutsch auch Böhmisch-Budweis, oder Böhmisch-Budwitz) ist mit etwa 97.000 Einwohnern die größte Stadt in Südböhmen (Tschechien) und Verwaltungssitz der Südböhmischen Region. Weltweit bekannt ist die Stadt wegen des Budweiser Bieres, sie ist auch Universitätsstadt und Sitz des Bistums Budweis. Das historische Stadtzentrum wurde 1980 in die Liste der städtischen Denkmalreservate in Tschechien aufgenommen. Im Jahr 2028 wird Budweis Europäische Kulturhauptstadt sein.

## Geographische Lage
Budweis liegt etwa 120 Kilometer südlich von Prag und etwa 80 Kilometer nördlich der österreichischen Stadt Linz. Diese wirtschaftlich und militärisch strategisch günstige Lage spielt seit Gründung der Stadt eine sehr wichtige Rolle.

Budweis um 1710

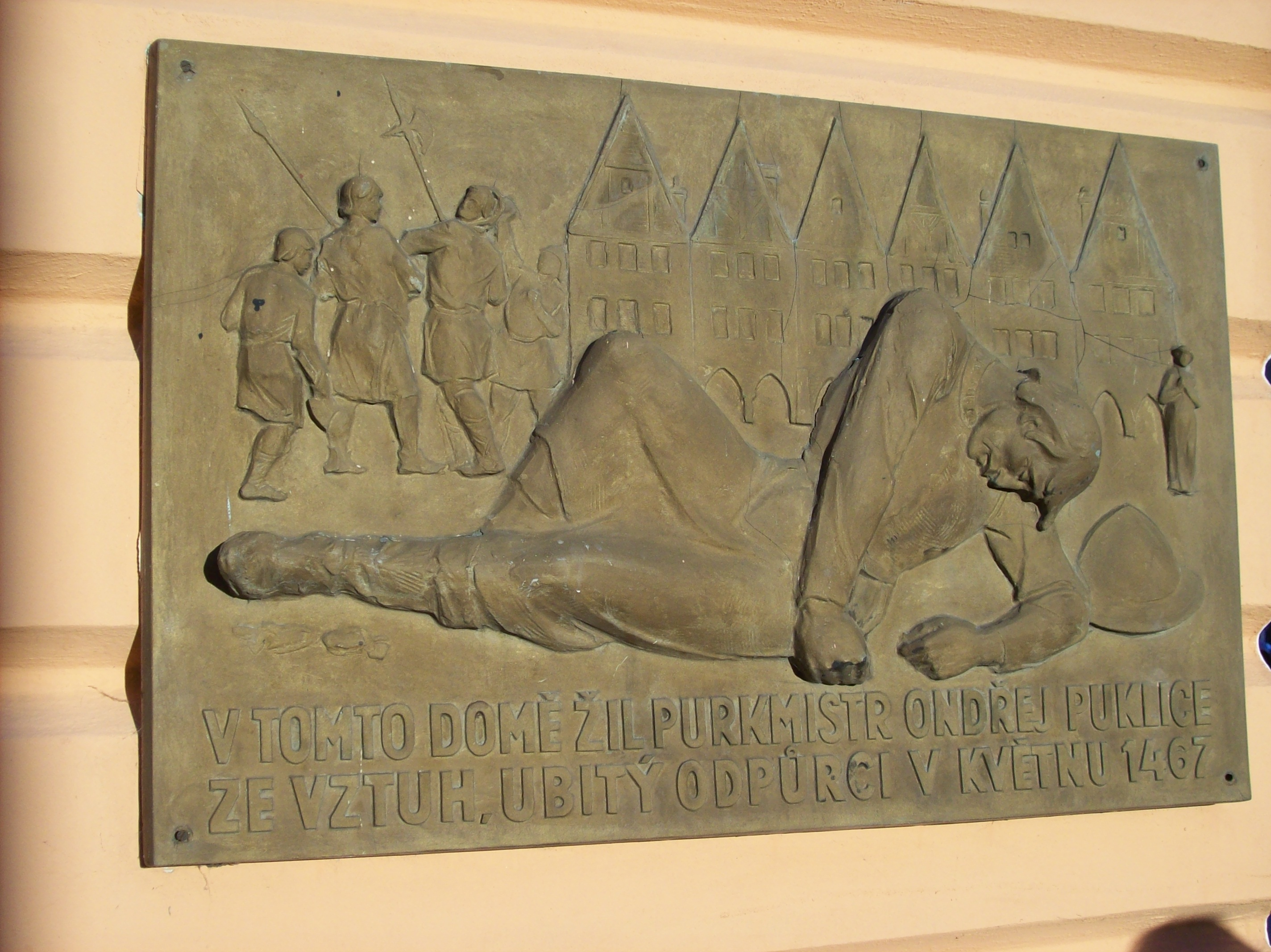
Darstellung der Ermordung von Bürgermeister Ondřej Puklice, 1467, am Haus Krajinská 2

## Geschichte

### Mittelalter
Den Zusammenfluss der Flüsse Moldau und Maltsch wählte 1265 der böhmische König Přemysl Ottokar II. als Ausgangspunkt für die Gründung der Königsstadt Budweis, mit der er seine Machtstellung gegenüber den Herren von Rosenberg in Südböhmen festigen wollte. Dafür überließ der König dem Fürsten Čéč von Budweis († ca. 1270) als Austausch die Burg und den Flecken Velešín.
Die Stadt wurde durch Handwerker und Handelsleute besiedelt, aufgebaut und wuchs dank der königlichen Gunst, der günstigen Lage und den Einnahmen durch Maut und Zölle an der Kreuzung von Handelswegen wirtschaftlich schnell. Vor 1300 war der Baubeginn der bedeutendsten Baugruppe der Stadt, des Dominikanerklosters mit Kreuzgang und Kirche und des benachbarten Salzstadels, ein Zeugnis der Gotik in Südböhmen. Für die Treue zur Krone wurde Budweis immer wieder belohnt und mit Vorteilen und Privilegien versehen. Ende des 13. und Anfang des 14. Jahrhunderts wurden zwei Kirchen erbaut und die Stadt mit neuen Mauern umgeben. Im 14. Jahrhundert wurde Budweis, dank seiner günstigen Lage, zu einem wichtigen diplomatischen Schauplatz. Karl IV. besuchte die Stadt für diplomatische Verhandlungen mit seinen Nachbarn. Während seines letzten Besuchs ließ er Häuser auf dem Stadtplatz einreißen. Er ließ für den Fleischmarkt ein eigenes Haus bauen, in dem sich heute unter dem tschechischen Namen „Masné Krámy“ ein traditionelles Restaurant befindet. Die links und rechts vom Mittelschiff befindlichen Seitenräume erinnern an die alten Verkaufsräume. Im Verlauf des unruhigen 15. Jahrhunderts war das katholisch ausgerichtete Budweis eine wichtige Stütze gegen die Angriffe der Hussiten und beteiligte sich an deren Niederschlagung. Die Stadt selbst wurde dank ihrer gut ausgebauten Verteidigungsanlagen nie angegriffen. Ladislaus Postumus gab die Stadt 1453 den Rosenbergern als Lehen. Da die Rosenberger seit der Stadtgründung Erzfeinde von Budweis waren, widersetzte sich die Stadtbevölkerung dem König. Erst Georg von Podiebrad konnte den Streit zwischen den Rosenbergern und Budweis lösen, mit dem Ergebnis, dass Budweis eine Königsstadt blieb. Mit seinen rund 4500 Einwohnern gehörte es zu den größten und wichtigsten Städten des böhmischen Königreiches.

### Neuzeit
Das 16. Jahrhundert brachte der Stadt starkes wirtschaftliches Wachstum, vor allem durch die Förderung von Silber. Sie erhielt 1541 die Bergfreiheit, um Erzlager auf eigenem Grund ausbeuten zu können und der wirtschaftlichen Konkurrenz der nahen Bergstadt Rudolfstadt zu widerstehen. 1550 fuhr das erste Salzschiff mit 125 Kufen Salz von Budweis auf der Moldau nach Prag. Auch die Fischzucht in den nahe gelegenen Teichgebieten bei Wodnian und deren Vermarktung brachten Gewinn. In Budweis wurden Bauwerke im Stil der Renaissance errichtet. In den Fleischbänken entstand 1560 ein Speiselokal für Durchreisende. 1569 wurde in Budweis eine eigene Münzstätte errichtet, die auch Silber verarbeitete, das in den Schachtrevieren um das Städtchen Rudolfstadt (heute Rudolfov) gefördert wurde. 1577 wurde der Stadtturm „Černá věž“ (Schwarzer Turm) neben der St.-Nikolaus-Kirche fertiggestellt.
Im Verlauf des Ständeaufstands und des darauffolgenden Dreißigjährigen Krieges blieb Budweis treu kaiserlich und hatte dadurch viel zu leiden. So war 1618 Feldmarschall Charles Bonaventure de Longueval Comte de Boucquoi dort eingeschlossen; es entstand große Not, und es gab kaum Brot zu kaufen. 1620 schlug Feldmarschall Baltasar von Marradas in Budweis sein Hauptquartier auf. Die damaligen Befestigungen machten aus der Stadt eine strategisch wichtige Festung, wohin 1631 die böhmischen Kronjuwelen in Sicherheit gebracht und in der St.-Nikolaus-Kirche aufbewahrt wurden. Einige Male flüchteten auch die höchsten Landesbeamten in die Festung Budweis. So wurde die Stadt während des Dreißigjährigen Krieges zur Verwaltungsstadt im Königreich Böhmen. Während die eigentlichen Kriegsgeschehnisse nur geringe Schäden an der Bausubstanz anrichteten, vernichtete ein Großbrand im Juli 1641 226 Häuser, mehr als die Hälfte der Stadt. Nach Ende des Krieges im Jahr 1648 begann ein langsamer Wiederaufbau der Stadt, der einige Jahrzehnte dauerte. Für die Stadtkirche wurde eine Bettelreise durch Südböhmen und Österreich gestattet. Es kam viel Geld und Material zusammen. Der Abt von Stift Schlägl schenkte zum Beispiel 47.060 kleine Glasscheiben für die neuen Kirchenfenster.
Die Ära des Barocks veränderte deutlich das Aussehen der Stadt, bereicherte Budweis um eine Reihe religiöser Bauten, unter anderem auch um eines der Symbole der Stadt, den Samsonbrunnen, das Rathaus am Marktplatz und die St.-Nikolaus-Kirche.
Die Theresianischen Reformen und der Josephinismus in der Mitte des 18. Jahrhunderts machten aus Budweis den Sitz eines neu gebildeten Kreises. Zur weiteren kulturellen Bedeutung der Stadt trug der Piaristenorden bei, der sich hier 1762 ansiedelte, ein Gymnasium mit der Unterrichtssprache Latein einrichtete und für begabte Burschen des Böhmerwaldes eine Ausbildungsstätte wurde. In dieselbe Zeit fällt auch die Entstehung des Stadttheaters. Unter Kaiser Joseph II. wurde 1785 das Budweiser Bistum gegründet. Zwei Jahrzehnte später wurden ein Priesterseminar und ein Philosophisches Institut eröffnet. 1795 gründete die deutsche Bürgerschaft der Stadt das Budweiser Bürgerbräu. Die Einnahmen flossen zum Teil in die Stadtkasse und wurden zum anderen Teil an die beteiligten Bürger der Stadt ausgeschüttet. Im 19. Jahrhundert machte das Bier die Stadt international bekannt.

### 19. Jahrhundert

Böhmisch Budweis war für hunderte Jahre eine deutschsprachige Insel. Erst Ende des 19. Jahrhunderts erlangte die tschechische Sprache die Mehrheit. Sprachkarte, 1904.

Das 19. Jahrhundert brachte der Stadt einen bemerkbaren Aufschwung in einer bürgerlich gewordenen Gesellschaft. Ein besonders erfolgreicher Unternehmer war der Eisenbahn-Ingenieur Franz Anton von Gerstner. Die Pferdebahn von Linz nach Budweis, errichtet zwischen den Jahren 1825 und 1832 als eine der beiden ersten auf dem europäischen Kontinent, verband Budweis als Kopfstation mit der Stadt Linz in Oberösterreich, und gemeinsam mit dem Schiffsverkehr auf der Moldau, der von dem Unternehmer Adalbert Lanna modernisiert und rationalisiert wurde, verbesserte sich der Transport von Waren nach Prag und elbabwärts sowie donauabwärts nach Wien. Dadurch wuchs auch die Bedeutung der Industrie und des Handels.
1841 zählte Budweis 13.097 Einwohner, von denen 8.135 in der Stadt und 4.962 in den umliegenden, zur Stadt gehörenden Ortschaften lebten. Die „herrschende Sprache in der Stadt und in den Ortschaften Rudolphstadt, Brod, Dubiken, Strodenitz, Vierhöf, Gauerndorf, Leitnowitz, Hackelhöf, Plan, Dirnfellern, Hlinz, Lodus, Pfaffendorf, Böhmischfellern, Pfaffenhöf, Schindelhöf, Ruden, Humeln, Bucharten, Meß, Gutwasser und Strups ist die deutsche. Indessen findet man überall, besonders in der Stadt, Leute, welche beider Landessprachen kundig sind.“
1847 verlegten die Söhne des Architekten Joseph Hardtmuth aus Asparn bei Wien die Firma nach Budweis, als in Mugrau in der Nähe der Stadt Graphit gefunden wurde und es entstand als Nachfolger die heutige Firma Koh-i-Noor Hardtmuth, eine Produktion von Bleistiften und keramischen Waren. Die Stadt erhielt durch die Söhne des Joseph Hardtmuth ihre erste große Fabrik mit 2000 Beschäftigten. 1871 entstand die Summerauer Bahn über Kaplitz (Kaplice) nach Linz.
Um 1880 lebten in Budweis 11.829 deutschsprachige Bürger und 11.812 tschechische Einwohner. Bis 1890 war noch eine Mehrheit in Budweis deutschsprachig und bildete mit 23 Dörfern der Umgebung eine deutsche Sprachinsel, allerdings war um 1880 keines der Dörfer rein deutschsprachig. Die gesamte Sprachinsel umfasste um 1880 16.025 Deutschsprachige und 13.738 Tschechen. Durch Massenzuzug von Fabrik- und Landarbeitern aus dem Umland bildeten die Tschechen allmählich die Mehrheit. Diese Entwicklung wurde durch den Umstand begünstigt, dass Budweis lange Zeit die Anbindung an den deutschen Sprachraum fehlte, während aus den tschechischen Gebieten bereits zwei Eisenbahnlinien nach Budweis führten. Die Bürgermeister blieben jedoch bis 1918 und der Entstehung der Tschechoslowakei deutschsprachige Persönlichkeiten – aufgrund des bis dahin geltenden Zensuswahlrechts. Bei der Volkszählung im Jahre 1930 machten die Deutschen etwa 14 % der Einwohner der Stadt aus.
1895 entstand eine von Tschechen gegründete Aktienbrauerei, die heutige Brauerei Budweiser Budvar, als Gegenstück zum Budweiser Bürgerbräu.

### 20. Jahrhundert
Im Januar 1915 rückte Jaroslav Hašek in die Kaserne am Marienplatz (Mariánské náměstí) ein und diente bis September im Budweiser k.u.k. Böhmischen Infanterie-Regiment „Freiherr von Czibulka“ Nr. 91 an der Ostfront. Seine Erlebnisse während dieser Zeit verarbeitete er im antimilitaristischen und satirischen Schelmenroman Der brave Soldat Schwejk.

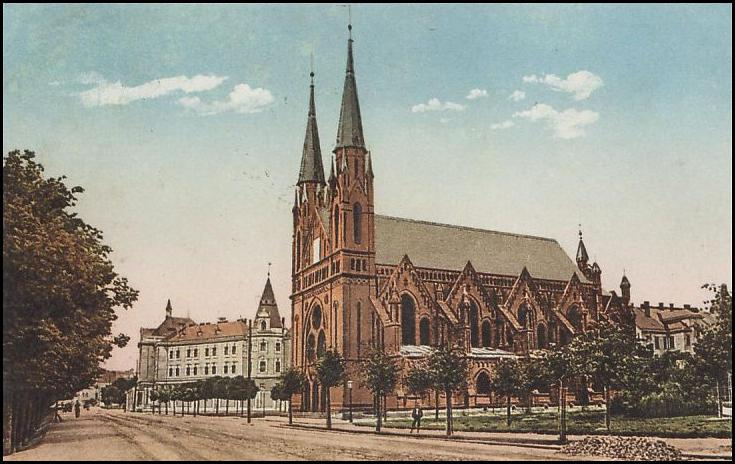
Die 1942 gesprengte Synagoge

Budweis wurde 1939 durch die deutsche Wehrmacht besetzt und Teil des Protektorats Böhmen und Mähren. Ab dem ersten Tag der Besatzung von Budweis war unter der Leitung von Heinz Stossberg die Gestapo maßgeblich an der Unterdrückung und Verfolgung der Stadtbevölkerung beteiligt. Die meisten tschechischen Vereine (Junák, Sokol, Orel) wurden aufgelöst und Symbole der Tschechoslowakei wurden entfernt. Die größten Repressionen der Besatzungsmacht erfuhren die Juden. Die meisten wurden ins KZ Theresienstadt deportiert und die neugotische Synagoge wurde gesprengt. Vom 13. April 1942 bis 23. Juni 1943 bestand am Stadtrand ein Außenlager des KZ Theresienstadt. Am Ende des Zweiten Weltkrieges wurde Budweis ein Ziel amerikanischer Bombardements, das ungefähr 220 Menschen zum Opfer hatte. Am 5. Mai 1945 übernahmen tschechische Aufständische die Stadtverwaltung. Die deutschen Truppen zogen am 8. Mai 1945 ab; einen Tag später erreichte die Rote Armee Budweis.
Nach dem Ende des Zweiten Weltkrieges im Mai 1945 wurde Budweis Teil der wiedererrichteten Tschechoslowakischen Republik. Der größte Teil der Deutschen wurde vertrieben und gelangte in Eisenbahntransporten nach Österreich und Bayern. Budweis blieb wirtschaftliches und kulturelles Zentrum von Südböhmen und wurde 1949 zum Sitz des neu gebildeten Budweiser Kreises. Seit 1991 ist es Sitz der Südböhmischen Universität in Budweis und seit 2000 Verwaltungssitz der Südböhmischen Region.

### Juden in Budweis
Seit dem 14. Jahrhundert lebten in der Stadt auch jüdische Familien. Die jüdische Gemeinde wurde jedoch mehrfach an den Rand der Existenz gebracht und zeitweise aus der Stadt vertrieben. In der Stadt befanden sich eine Synagoge, eine jüdische Schule, ein jüdischer Friedhof und eine Mikwe. Da die jüdische Gemeinde bis zum 19. Jahrhundert nie mehr als 100 Mitglieder zählte, waren diese nie gezwungen in einem Ghetto zu leben. Die meisten Juden und alle ihre Einrichtungen befanden sich in der damaligen Judenstraße (heutiger Straßenname U Černé věže – „Am Schwarzen Turm“) in der sie mit Christen zusammenlebten. 1505 wurden die in Budweis lebenden Juden eines Ritualmordes an einem Kind in Niederösterreich beschuldigt. Ihre misslungene Flucht aus der Stadt galt als ein Schuldeingeständnis. Daraufhin wurden 7 Jüdische Mitbürger auf dem jüdischen Friedhof verbrannt, 13 weitere wurden in der Moldau ertränkt und der Rest wurde aus der Stadt verwiesen. Erst nach der rechtlichen Gleichstellung der Juden 1848 siedelten sich Juden wieder in Budweis an. Sie errichteten eine neue Synagoge und einen bis heute erhaltenen Friedhof. 1942 wurde zum zweiten Mal die jüdische Gemeinde ausgelöscht, als die jüdischen Bewohner durch die deutsche Besatzungsmacht zuerst in das KZ Theresienstadt und später in das KZ Auschwitz deportiert wurden.

## Demographie
| Jahr | Einwohner | Anmerkungen |
| ---- | --------- | --- |
| 1830 | 07.426    | in 784 Häusern |
| 1840 | 08.135    | ohne die Eigentumsortschaften (4.962 deutsche und böhmische Einwohner), in der eigentlichen Stadt meist deutsche Einwohner, darunter fünf protestantische Familien |
| 1849 | ca. 9.000 | deutsche und tschechische Einwohner |
| 1857 | 16.730    | davon 16.469 Katholiken, elf sonstige Christen und 250 Israeliten                                                                                                  |
| 1900 | 39.328    | mit der Garnison (2.155 Mann), 40 % Deutsche, 60 % Tschechen |

## Wappen
Beschreibung: In Rot eine schwarzgefugte gemauerte silberne aus dem Schildfuß aufragende Mauer mit drei aufgesetzten ebenso gebildeten Türmen mit goldenem Spitzdach und goldenen Ringen, der mittlere Turm ist der höhere und breitere. Vor allen ein roter Schild mit dem böhmischen silbernen Löwen, der goldbewehrt, so gekrönt und doppelschwänzig ist.

## Wirtschaft und Infrastruktur

### Verkehrsanbindung

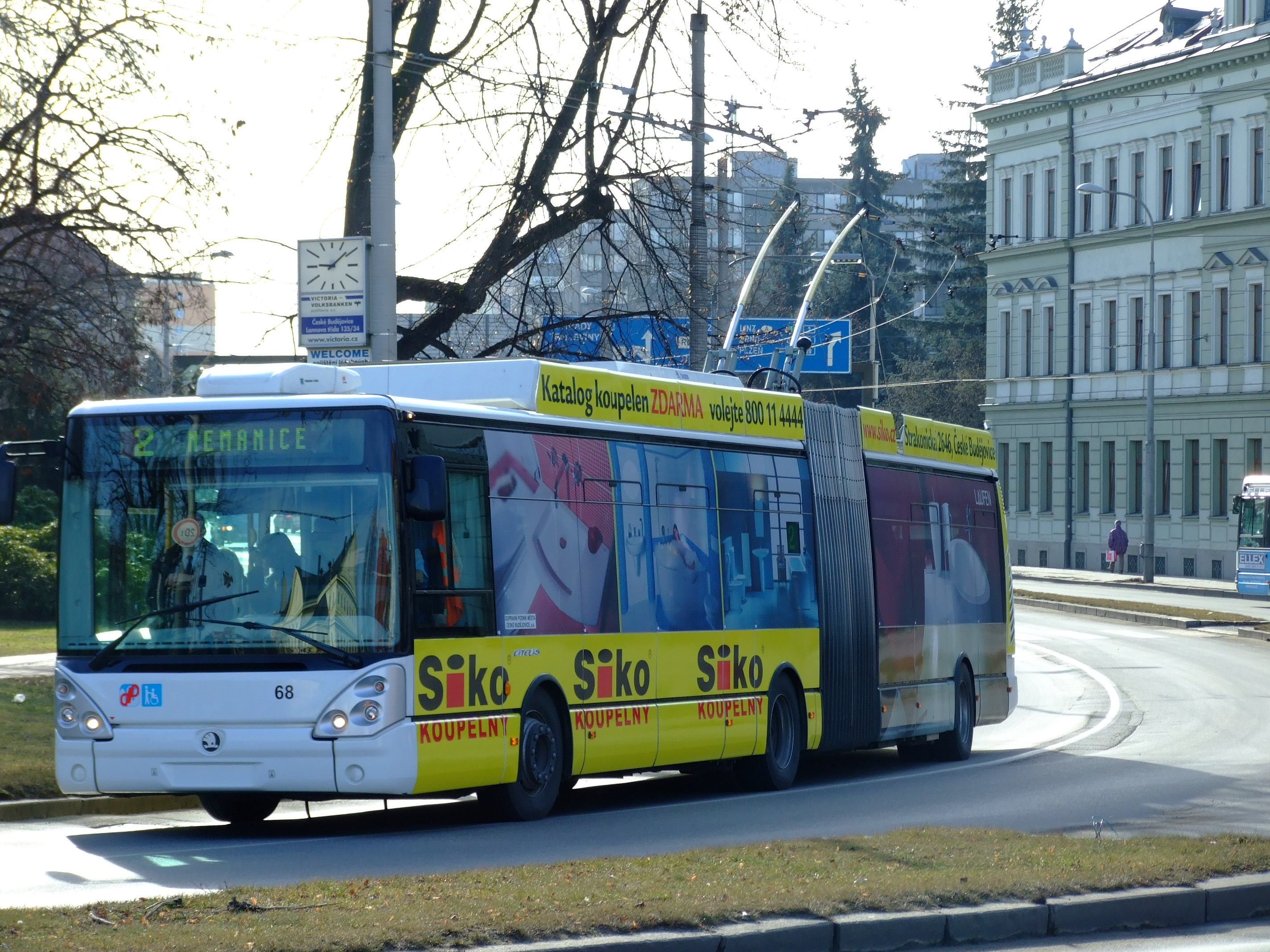
Obus Škoda 25Tr

Budweis liegt an den beiden Hauptverkehrsachsen Prag–Linz sowie Wien–Budweis–Pilsen.
Straße
Die Nord-Süd-Verkehrsachse (Dopravní koridor Sever-Jih) von Prag zur österreichischen Grenze ist Teil der Autobahn D 3, die abschnittsweise noch nicht fertiggestellt ist. Sie ist Teil der Europastraße 55. Die zweite Achse von Budweis nach Pilsen ist als Fernverkehrsstraße I/20 ausgeführt. Sie ist Teil der Europastraße 49.
Eisenbahn
Der Bahnhof České Budějovice ist Knotenpunkt der überregionalen Eisenbahnverbindungen (Wien-) České Velenice–České Budějovice–Plzeň (–Cheb) und Linz–České Budějovice–Veselí nad Lužnicí (–Praha). Beide Strecken sind elektrifiziert. Daneben existieren einige Nebenbahnen von und zum Eisenbahnknoten Budweis.
ÖPNV
Zwischen 1909 und 1914 verkehrte in der Stadt die Gleislose Bahn Budweis, einer der ersten Oberleitungsbus-Betriebe der Welt. Die Straßenbahn České Budějovice verkehrte zwischen 1909 und 1950 und wurde durch ein neuzeitliches Obussystem abgelöst.
Flugverkehr
2005 gründete die Stadt zusammen mit dem Jihočeský kraj eine gemeinsame Trägergesellschaft für den früheren Militärflugplatz Planá an der südwestlichen Peripherie, der zu Jahresbeginn 2006 durch Luftstreitkräfte der Tschechischen Republik einer zivilen Nutzung übergeben wurde und zum internationalen Flughafen České Budějovice ausgebaut werden soll.
Schifffahrt
Die durch die Stadt fließende Moldau ist seit 2011 zum Teil schiffbar. Auf einem Abschnitt von gut 8 km findet Personenschifffahrt statt. Das von der Europäischen Gemeinschaft geförderte Projekt ist Teil des Planes, die Moldau bis Budweis schiffbar zu machen. 2010 war die Moldau bis Tyn (Moldautein) schiffbar. Derzeit laufen die Bauarbeiten für die Staustufen Richtung Budweis. Es wurde geplant, die Baumaßnahmen bis 2014 fertigzustellen.

### Unternehmen
Budweis hat eine lange Brauereitradition. Die ortsansässigen Brauereien setzen wieder verstärkt auf den Namen „Budweis“ bzw. „Budweiser“ und halten verschiedene Namensrechte, abgesehen von den USA:
- Budweiser Bürgerbräu seit (1795)
- Budweiser Budvar seit (1895)

In der Stadt befindet sich außerdem der Firmensitz des ältesten Bleistiftherstellers der Welt, Koh-i-Noor Hardtmuth.

### Bildung
Die Südböhmische Universität bietet Studiengänge in den Fachrichtungen Wirtschaft, Geisteswissenschaften, Lehrerbildung, Naturwissenschaft, Theologie, Kunst, Gesundheit und Soziales und Agrarfächer an.

## Stadtgliederung

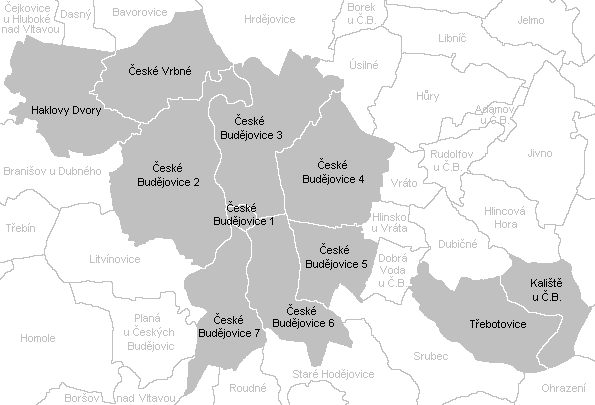
Katasterplan der Stadt

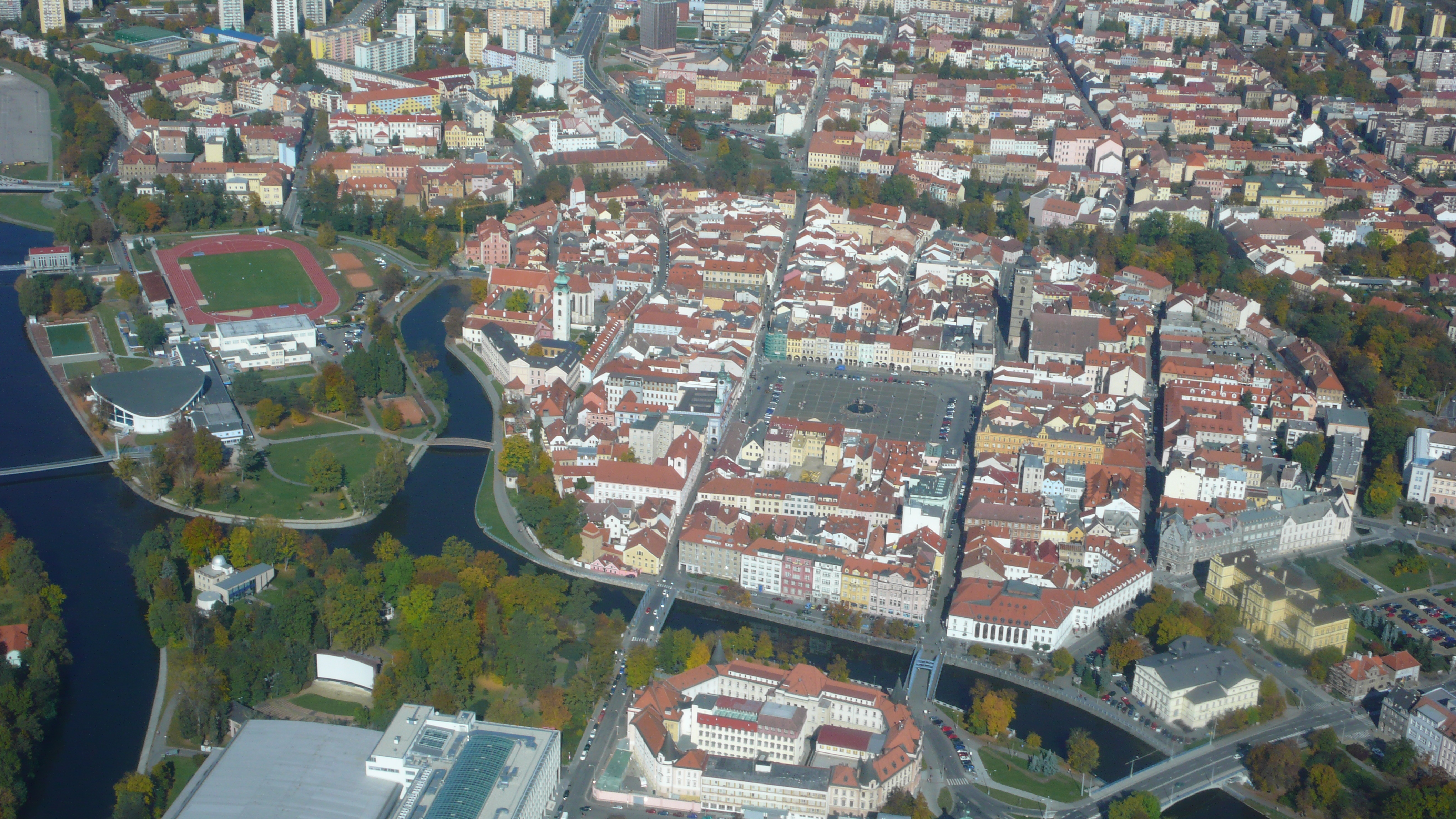
Luftaufnahme des heutigen Stadtzentrums

Die Stadt České Budějovice gliedert sich in sieben Ortsteile, 69 Grundsiedlungseinheiten und elf Katastralbezirke:
- České Budějovice 1 (zugleich Katastralbezirk): České Budějovice-střed (Innenstadt) und Sokolský ostrov (Sokol-Insel)
- České Budějovice 2:
  - Katastralbezirk České Budějovice 2: Čtyři Dvory (Vierhöf), Čtyři Dvory-střed, Sídliště Máj, Sídliště Šumava, Sídliště Vltava, Stromovka, Švábův Hrádek, U Vávrovského rybníka, Vysoká škola und Zavadilka
  - Katastralbezirk České Vrbné: České Vrbné (Böhmisch Fellern) und Přístav
  - Katastralbezirk Haklovy Dvory: Haklovy Dvory (Hackelhöf)

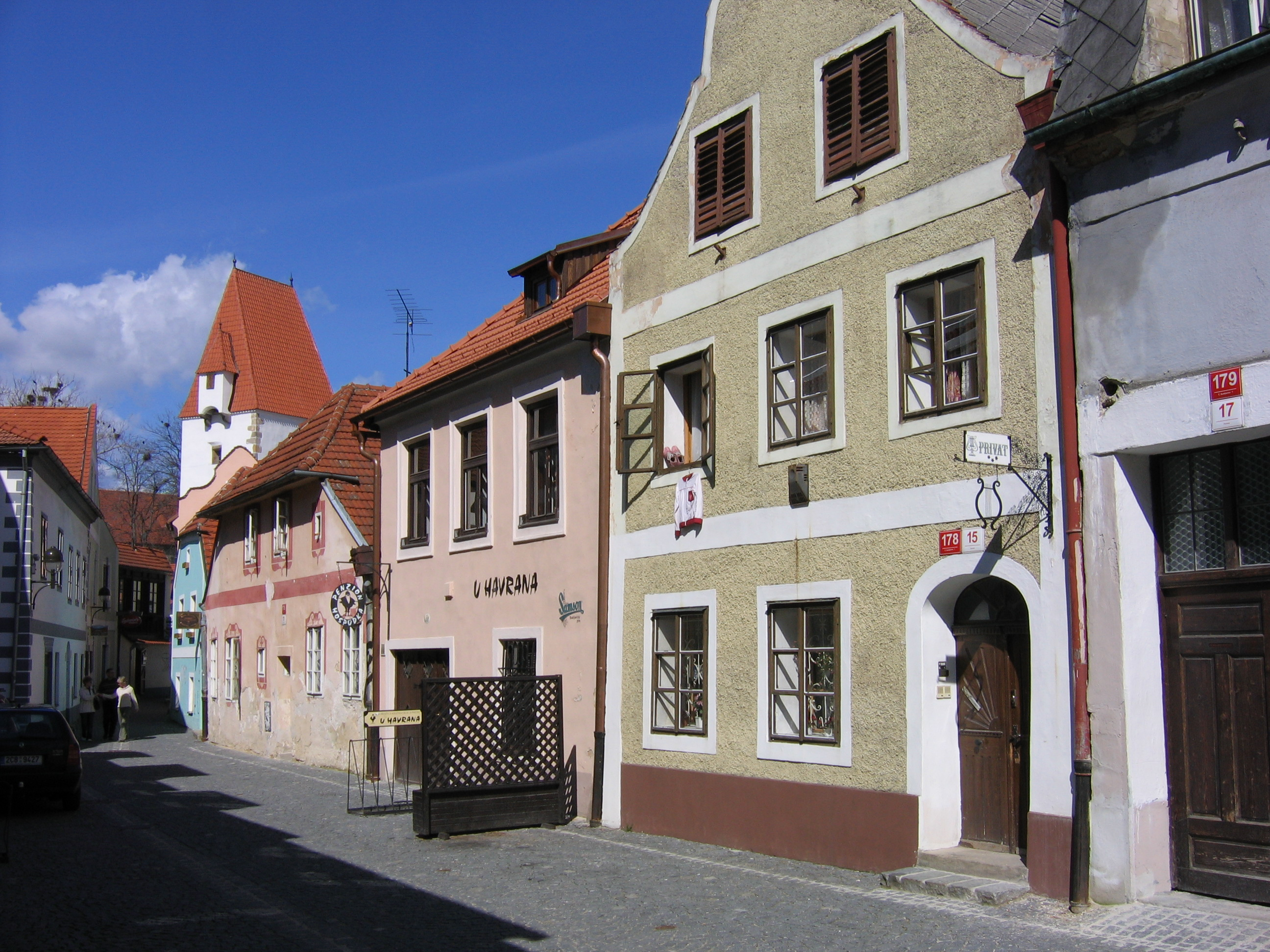
Die Herrenstraße (Panská) mit Rabensteiner Turm in Hintergrund

- Die Herrenstraße (Panská) mit Rabensteiner Turm in Hintergrund             České Budějovice 3 (zugleich Katastralbezirk): Dolní Světlíky, Kněžské Dvory (Pfaffenhöf), Na sadech, Nemanice (Nemanitz), Nemanický rybník, Sídliště Na pražské, U Čertíka, U hřbitova, U Pekárenské, U požární zbrojnice, U pražské silnice, Za poliklinikou, Za Voříškovým Dvorem und Zahrádky – sog. Pražské předměstí (Prager Vorstadt)
- České Budějovice 4 (zugleich Katastralbezirk): Husova Kolonie, Husova Kolonie-zahrádky, Nové Vráto (Neu Brod), Nové Vráto-průmyslový obvod, Světlík, U křížku, U Rozumova Dvora und Za Otýlií
- České Budějovice 5:
  - Katastralbezirk České Budějovice 5: Pětidomí, Pohůrka (Neu Bucharten), Suché Vrbné (Dürrnfellern), Suché Vrbné-průmyslový obvod, U Dobrovodského potoka, U křížku, U rybníčků und U Vrbného
  - Katastralbezirk Kaliště u Českých Budějovic: Kaliště (Kalischt)
  - Katastralbezirk Třebotovice: Třebotovice (Trebotowitz) und Třebotovice-u Dobré Vody
- České Budějovice 6 (zugleich Katastralbezirk): Brněnské Předměstí (Wiener Vorstadt), Havlíčkova Kolonie, Mladé-Červený Dvůr (Lodus-Rothe Hof), Nové Hodějovice (Neu Hodowitz), Nové Hodějovice-východ, U Malého jezu-U Špačků, U nádraží, U Novohradské, U Špačků-za hřbitovem und Za potokem
- České Budějovice 7 (zugleich Katastralbezirk): Krumlovské Předměstí (Linzer Vorstadt), Nemocnice, Nové Roudné (Neu Ruden), Rožnov-jih (Strodenitz-Süd), Rožnov-sever (Strodenitz-Nord), U Malše, U Matice školské, U nemocnice, U pivovaru, U plavské silnice, V háječku und Za lineckou tratí.

Die Katastralbezirke Kaliště u Českých Budějovic und Třebotovice liegen – abgetrennt durch die Gemeinde Dobrá Voda u Českých Budějovic – als Exklave östlich des Stadtgebietes.

## Städtepartnerschaften
Budweis unterhält Städtepartnerschaften mit folgenden Städten:
- Linz, Österreich, seit 1987
- Passau, Deutschland, seit 1993
- Suhl, Deutschland, seit 1979
- Lorient, Frankreich, seit 1997
- Nitra, Slowakei

## Sehenswürdigkeiten

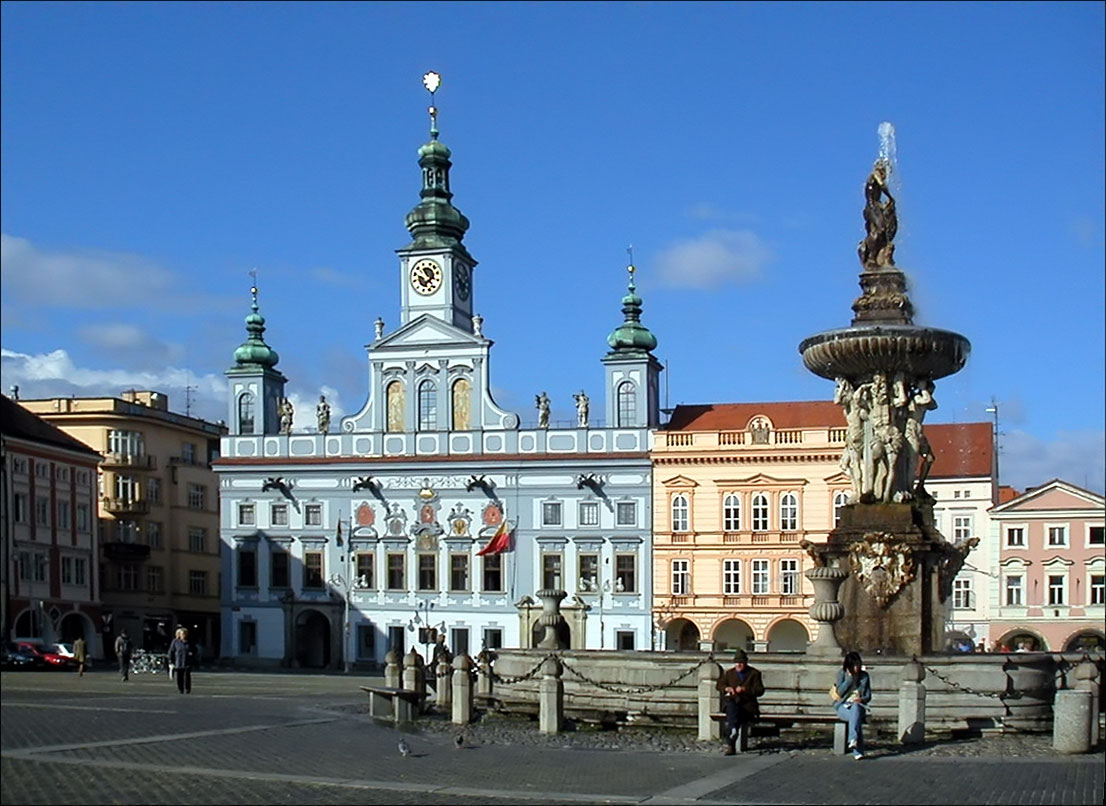
Rathaus von Budweis

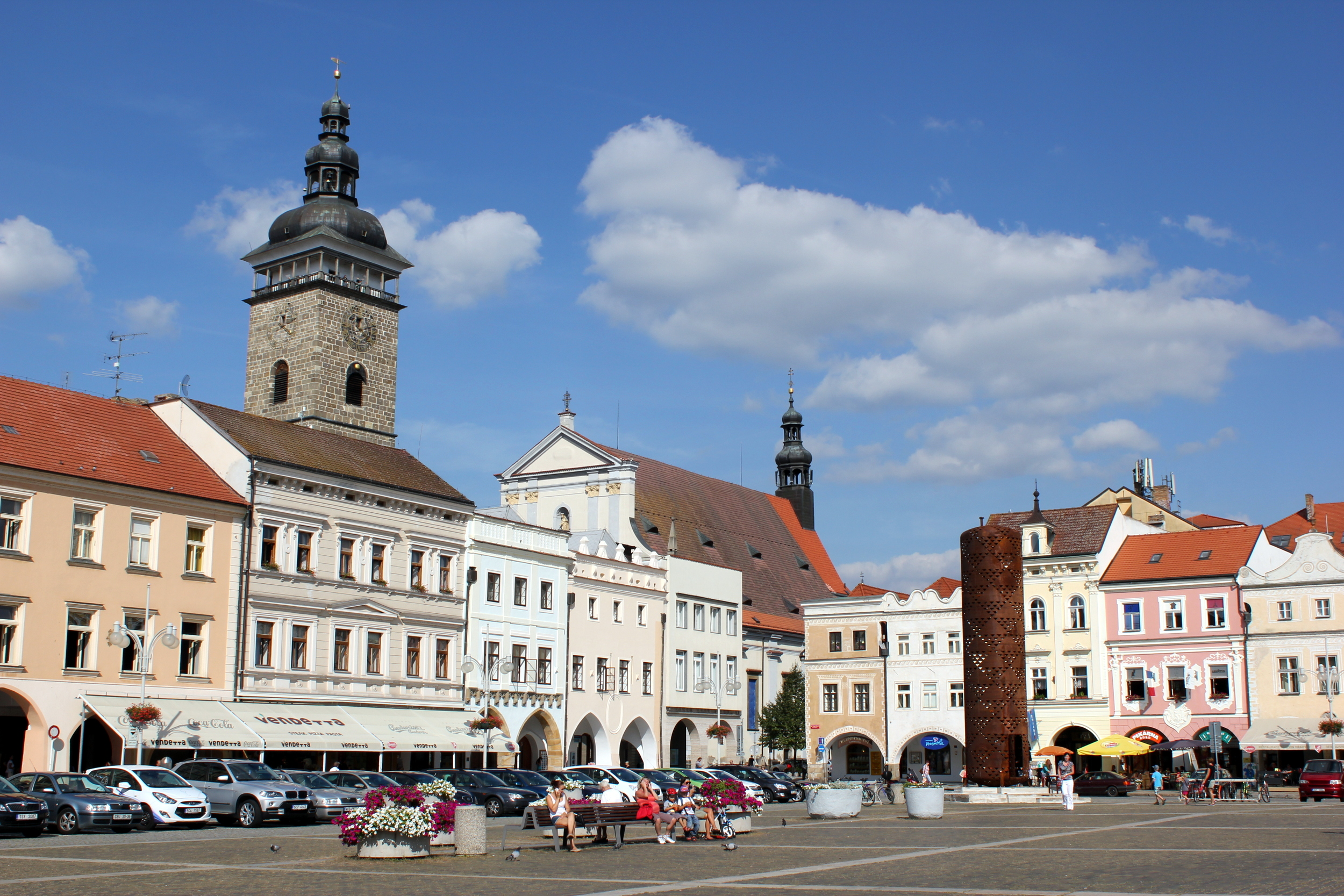
Marktplatz mit Schwarzem Turm

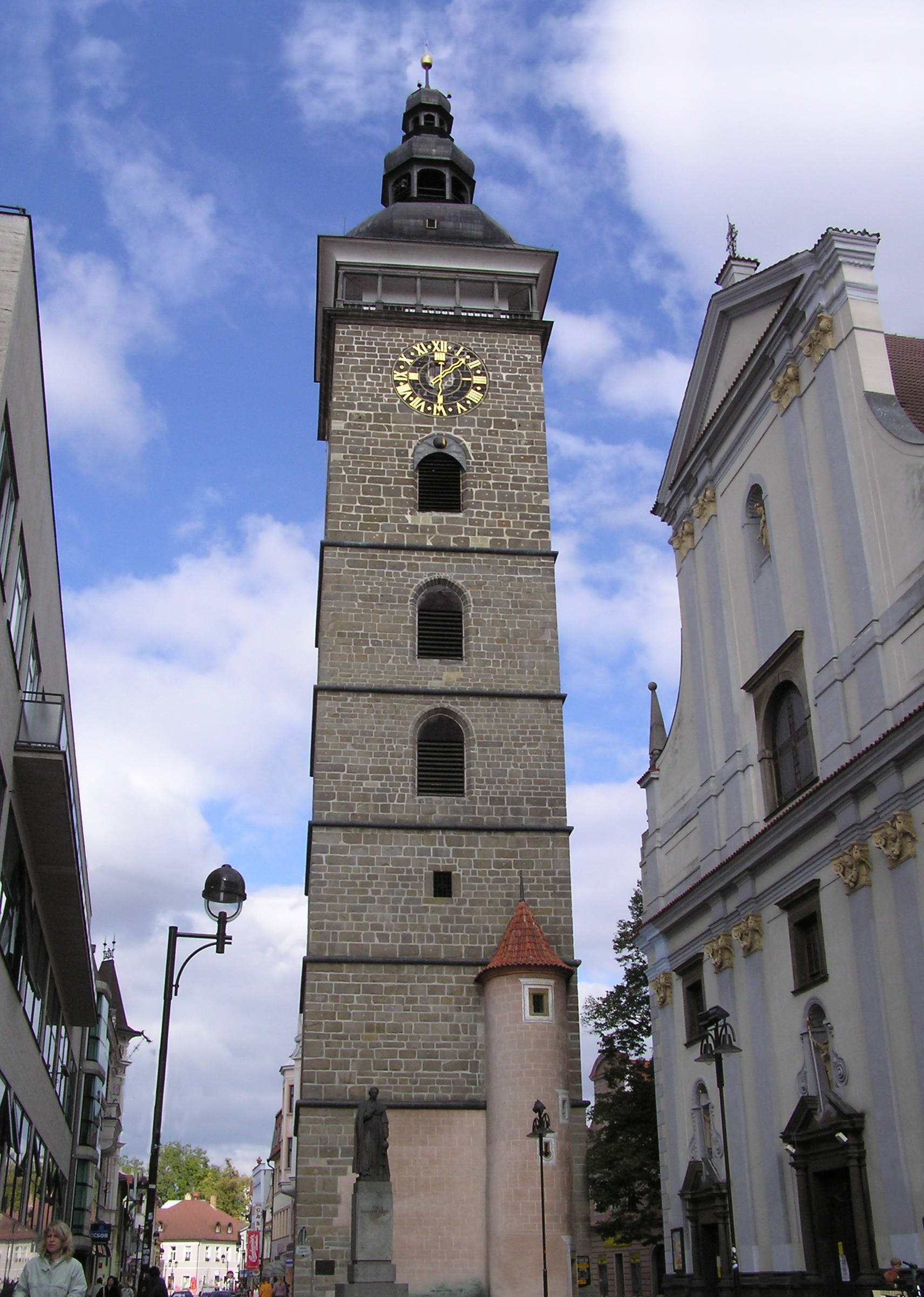
Černá věž (Schwarzer Turm)

### Theater und Museen
- Südböhmisches Theater, Dr. Stejskala 424/19
- Südböhmisches Museum, Dukelská 242/1
- Museum zeitgenössischer Kunst, Náměstí Přemysla Otakara II. 127/38
- Pferdeeisenbahnmuseum Budweis, Mánesova 10
- Brauereimuseum der Brauerei Budvar, Karoliny Světlé 4
- Motorradmuseum, Piaristícké náměstí 1
- Das Filmtheater Cinestar befindet sich am Einkaufszentrum Čtyři dvory.
- Das Open Air Kino Letní kino Háječek befindet sich am Zusammenfluss von Moldau und Maltsch

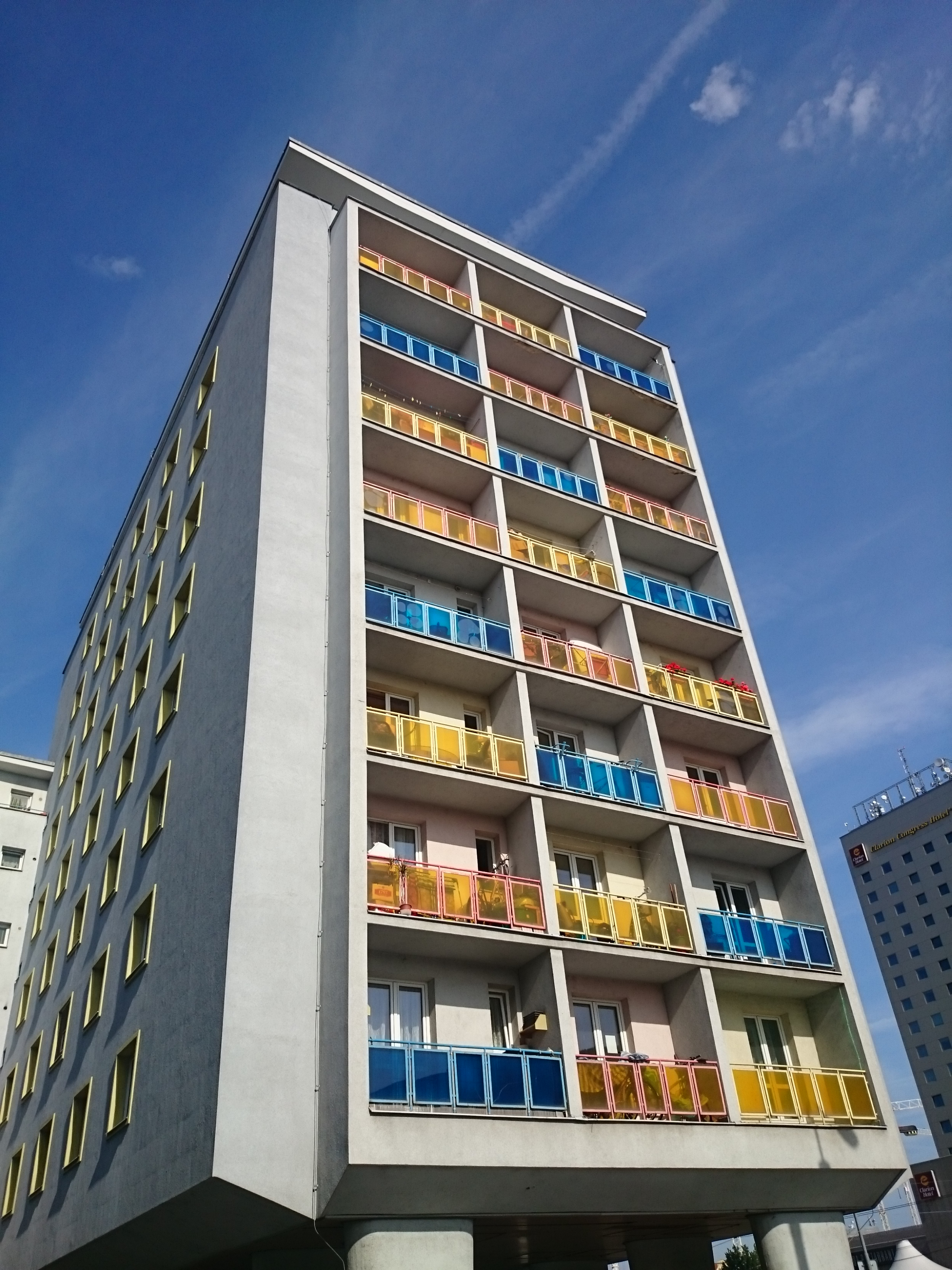
Kulturdenkmal Koldům

### Bauwerke
- Die gotische Kathedrale St. Nikolaus (Katedrála svatého Mikuláše) ist die Hauptkirche der Diözese Budweis.
- Den Schwarzen Turm (Černá věž) kann man auf 225 Stufen besteigen.
- Der Rabensteiner Turm stammt aus dem 14. Jahrhundert
- Das 1531 erbaute Salzhaus (Solnice) diente ursprünglich als Getreidelager, später als Zeughaus und schließlich als Salzlager.
- Das barocke Rathaus gehört zu den schönsten Gebäuden in Tschechien.
- Die Kirche Mariä Opferung (Kostel Obětování Panny Marie) liegt am Piaristenplatz (Piaristické náměstí)
- Der Samson-Brunnen (Samsonová kašna) am Hauptplatz gehört zu den Symbolen der Stadt.
- Die Eiserne Jungfrau (Železná panna) ist ein Festungsturm.
- Das Planetarium (Hvězdárna) liegt im Park Háječek direkt am Zusammenfluss von Moldau und Maltsch.
- Das Gemeinschaftshaus Koldům (kolektivní dům) an der Prager Straße wurde 2012 zum Kulturdenkmal erklärt.

### Grünflächen und Naherholung
- Stromovka ist der größte Budweiser Park mit einer Fläche von 68 ha und einer Gesamtlänge von 6,7 km.
- Schwimmende Insel (Sokolský ostrov)

### Regelmäßige Veranstaltungen
- Auf dem Ausstellungsgelände findet jedes Jahr das zweitägige internationale Bierfest statt.
- Budweiser Advent, letzte Novemberwoche bis 6. Januar